# Pesquisas eleitorais para a eleição estadual de 2026 em Mato Grosso
Esta é uma lista de pesquisas eleitorais para a eleição estadual de 2026 no estado da Mato Grosso. Desde as eleições de 2022, empresas de pesquisa de opinião publicam informações que rastreiam a intenção de voto para a eleição para governador em 2026. Os resultados estão listados abaixo em ordem cronológica reversa. Todas os cenários se referem a pesquisas estimuladas, quando uma lista de candidatos é apresentada ao entrevistado.

## Primeiro Turno (Governador)

### 2025
| Contratante/Pesquisa | Datas de Pesquisa | Amostragem | Margem de erro (%pt) |                  |                        |                               |                    |                   |                       |                                    |               |                    | Outros | Indecisos ou Absentos |      |      |      |   |   |       |
| Contratante/Pesquisa | Datas de Pesquisa | Amostragem | Margem de erro (%pt) | Janaína Riva MDB | Wellington Fagundes PL | Otaviano Pivetta Republicanos | Jayme Campos UNIÃO | Carlos Fávaro PSD | Odílio Balbinotti MDB | José Carlos do Pátio Solidariedade | Max Russi PSB | Valdir Barranco PT | Outros | Indecisos ou Absentos |      |      |      |   |   |       |
| -------------------- | ----------------- | ---------- | -------------------- | ---------------- | ---------------------- | ----------------------------- | ------------------ | ----------------- | --------------------- | ---------------------------------- | ------------- | ------------------ | ------ | --------------------- | ---- | ---- | ---- | - | - | ----- |
| Contratante/Pesquisa | Datas de Pesquisa | Amostragem | Margem de erro (%pt) | Paraná Pesquisas | 7 Mai - 11 Mai         | 1.540                         | 2,5                | 21,9%             | 19,4%                 | 16,9%                              | 11,8%         | 4,3%               | Outros | Indecisos ou Absentos | 4,2% | 3,5% | 2,4% | - | — | 15,7% |
| 26,6%                | -                 | 19%        | 14,7%                | Paraná Pesquisas | 7 Mai - 11 Mai         | 1.540                         | 2,5                | 5,7%              | 5,7%                  | 4,5%                               | 3,2%          | -                  | —      | 20,5%                 |      |      |      |   |   |       |
| 22,1%                | 21,4%             | 17,5%      | 11,9%                | Paraná Pesquisas | 7 Mai - 11 Mai         | 1.540                         | 2,5                | 4,4%              | -                     | 3,6%                               | 2,5%          | -                  | —      | 16,7%                 |      |      |      |   |   |       |
| Futura               | 3 Abr - 9 Abr     | 800        | 3,5                  | 24,6%            | 11,6%                  | 10,3%                         | 14,6%              | 4,3%              | 1,5%                  | 1,3%                               | -             | 3%                 | 4,4%   | 24,2%                 |      |      |      |   |   |       |
| Futura               | 3 Abr - 9 Abr     | 800        | 3,5                  | 33,7%            | 18,5%                  | 13,5%                         | -                  | 6,9%              | -                     | -                                  | -             | 4,4%               | —      | 23,1%                 |      |      |      |   |   |       |
| Futura               | 3 Abr - 9 Abr     | 800        | 3,5                  | 37,9%            | -                      | -                             | 21,2%              | 9,5%              | 2,5%                  | -                                  | -             | 4,5%               | —      | 24,3%                 |      |      |      |   |   |       |
| Tracking             | 31 Mar - 1 Abr    | 600        | 4                    | -                | 18,2%                  | 9%                            | 15,7%              | -                 | -                     | 2%                                 | -             | -                  | —      | 55,6%                 |      |      |      |   |   |       |
| Percent              | 22 Jan - 30 Jan   | 600        | 4                    | -                | 15%                    | 19,2%                         | 9%                 | -                 | 7,3%                  | -                                  | -             | -                  | —      | 49,5%                 |      |      |      |   |   |       |

## Segundo Turno (Governador)

### Otaviano Pivetta e Carlos Fávaro
| Contratante/Pesquisa | Datas de Pesquisa | Amostragem | Margem de erro (%pt) |                               |                   | Indecisos e Absentos | Vantagem |     |     |       |       |      |       |
| Contratante/Pesquisa | Datas de Pesquisa | Amostragem | Margem de erro (%pt) | Otaviano Pivetta Republicanos | Carlos Fávaro PSD | Indecisos e Absentos | Vantagem |     |     |       |       |      |       |
| -------------------- | ----------------- | ---------- | -------------------- | ----------------------------- | ----------------- | -------------------- | -------- | --- | --- | ----- | ----- | ---- | ----- |
| Contratante/Pesquisa | Datas de Pesquisa | Amostragem | Margem de erro (%pt) | Futura                        | 3 Abr - 9 Abr     | Indecisos e Absentos | Vantagem | 800 | 3,5 | 35,9% | 24,7% | 39,4 | 11,2% |

### Carlos Fávaro e Odílio Balbinotti
| Contratante/Pesquisa | Datas de Pesquisa | Amostragem | Margem de erro (%pt) |                   |                       | Indecisos e Absentos | Vantagem |     |     |       |       |      |       |
| Contratante/Pesquisa | Datas de Pesquisa | Amostragem | Margem de erro (%pt) | Carlos Fávaro PSD | Odílio Balbinotti MDB | Indecisos e Absentos | Vantagem |     |     |       |       |      |       |
| -------------------- | ----------------- | ---------- | -------------------- | ----------------- | --------------------- | -------------------- | -------- | --- | --- | ----- | ----- | ---- | ----- |
| Contratante/Pesquisa | Datas de Pesquisa | Amostragem | Margem de erro (%pt) | Futura            | 3 Abr - 9 Abr         | Indecisos e Absentos | Vantagem | 800 | 3,5 | 38,5% | 12,3% | 47,8 | 25,2% |

### Janaína Riva e Otaviano Pivetta
| Contratante/Pesquisa | Datas de Pesquisa | Amostragem | Margem de erro (%pt) |                  |                               | Indecisos e Absentos | Vantagem |     |     |     |     |    |     |
| Contratante/Pesquisa | Datas de Pesquisa | Amostragem | Margem de erro (%pt) | Janaína Riva MDB | Otaviano Pivetta Republicanos | Indecisos e Absentos | Vantagem |     |     |     |     |    |     |
| -------------------- | ----------------- | ---------- | -------------------- | ---------------- | ----------------------------- | -------------------- | -------- | --- | --- | --- | --- | -- | --- |
| Contratante/Pesquisa | Datas de Pesquisa | Amostragem | Margem de erro (%pt) | Futura           | 3 Abr - 9 Abr                 | Indecisos e Absentos | Vantagem | 800 | 3,5 | 54% | 20% | 26 | 34% |